# Ханааб-Пакаль III
Ханааб-Пакаль III (дата народження і смерті невідома ) — ахав Баакульського царства з 799 року. Ім'я перекладається як «Квітковий Щит». Відомий також як Вак-Чам-Ханааб'-Пакаль («6 Смерть-Квітковий Щит»).

## Життєпис
Походив з династії Токтан-Лакамхи. Про його батьків немає відомостей. Церемонія інтронізації відбулася в день 9.18.9.4.4, 7 К'ан 17 Муваан (17 листопада 799 року). Вчені вважають, що поєднував баакульську династію зі знатю майя-чонталь (з цього племені походила мати або батька ахава). На думку дослідників є останнім володарем Баакульського царства. Є версія, що був очільником групи майя-чонталь, що повалила правлячу династію Баакуля. Але більшість вчених не погоджуються з цим.
В період його панування зазнав поразки від царства Хойчан (зі столицею городища Комалькалько). Ймовірно, близько 814 року зазнав повної поразки, потрапив ц полон чи загинув. В цей період Баакульське царство розпадається й припиняє своє існування.